# Anticheta bisetosa
Anticheta bisetosa är en tvåvingeart som beskrevs av Friedrich Georg Hendel 1902. Anticheta bisetosa ingår i släktet Anticheta och familjen kärrflugor.
Artens utbredningsområde är Österrike. Inga underarter finns listade i Catalogue of Life.